# ISOTYPE (pictogramas)

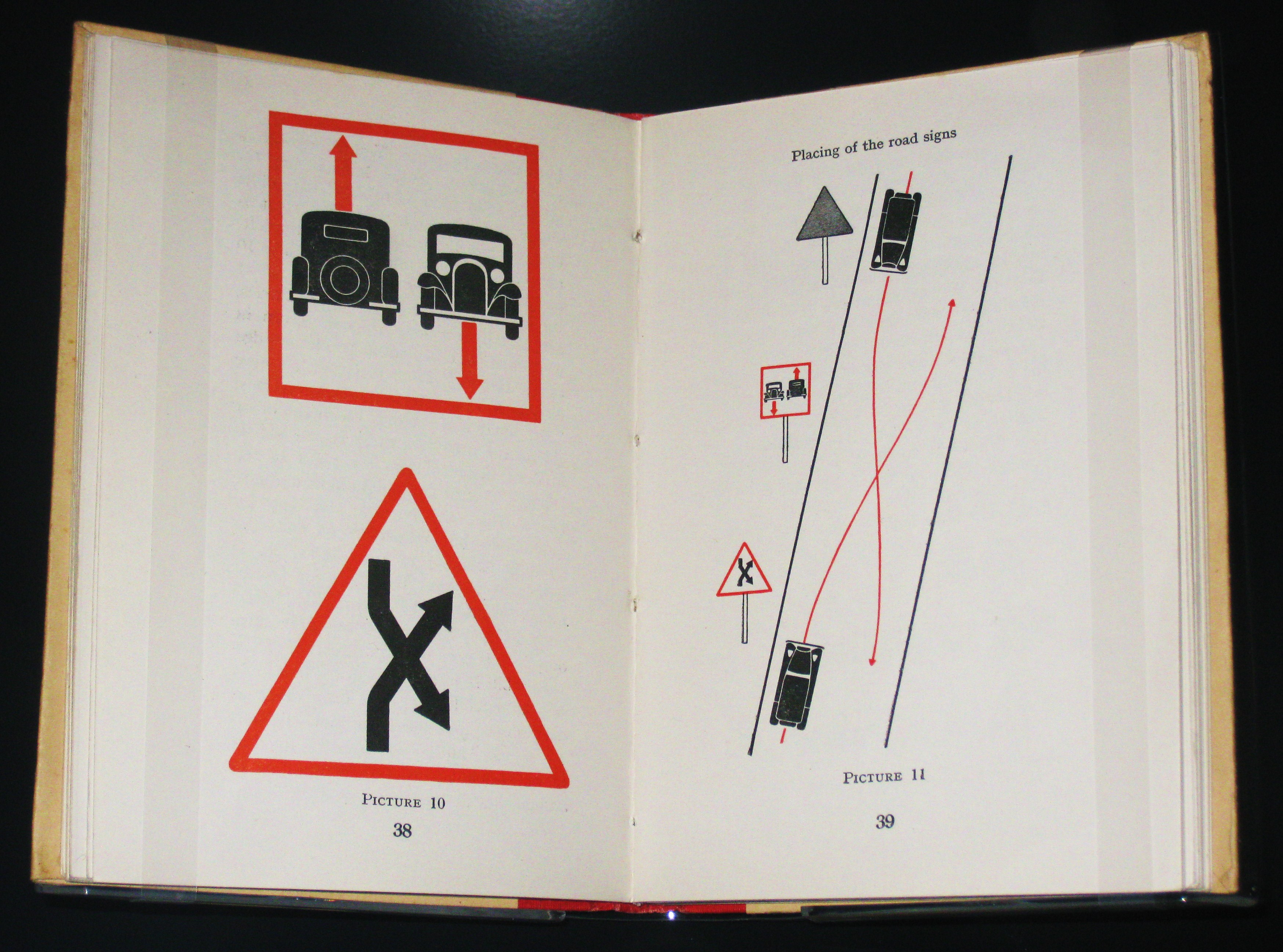
Páginas da International picture language de Neurath, 1936

O "International System of Typographic Picture Education" (ISOTYPE) é uma linguagem visual desenvolvida pelo designer gráfico austríaco Otto Neurath e ilustrado por Gerd Arntz que foi amplamente utilizada para comunicar informações complexas de maneira simples e acessível ao público em geral, valorizando a linguagem não-verbal.
ISOTYPE é uma sigla que significa: International System of Typographic Picture Education (sistema internacional de educação tipográfica pictórica).
Neurath acreditava que a educação deveria ser visual e que a linguagem visual poderia ser usada para comunicar informações de maneira clara e eficaz. Ele começou a desenvolver o ISOTYPE em 1925, quando fundou o "Museu Social e Econômico" em Viena, Áustria, com o objetivo de apresentar informações econômicas de forma clara e fácil de entender para o público em geral.
O ISOTYPE consiste em um conjunto de ícones e pictogramas que são projetados para serem facilmente compreendidos e lembrados pelo público. Os ícones são desenhados de forma consistente e padronizada, com o objetivo de torná-los facilmente reconhecíveis e compreensíveis para pessoas de diferentes origens e culturas.
Neurath e sua equipe também desenvolveram um sistema de codificação para os ícones, que permite que as informações sejam organizadas de maneira hierárquica e facilmente compreensível. Isso tornou possível apresentar informações complexas em um formato visual simples e acessível, como gráficos e diagramas.
O ISOTYPE foi amplamente utilizado durante a década de 1930 para apresentar informações em livros, revistas, exposições e cartazes. Neurath e sua equipe também desenvolveram uma série de diagramas educacionais para crianças, que se tornaram muito populares na Europa.
Um dos exemplos mais conhecidos do uso do ISOTYPE é o "Vienna Method of Pictorial Statistics", que foi desenvolvido por Neurath e sua equipe na década de 1920. Este método foi usado para apresentar informações sobre a cidade de Viena de uma forma visualmente atraente e facilmente compreensível. Os dados foram apresentados em gráficos de barras e pictogramas, que tornaram as informações acessíveis e fáceis de entender para o público em geral.
O ISOTYPE continuou a ser usado nas décadas seguintes, e sua influência pode ser vista em muitas áreas do design gráfico contemporâneo. O sistema tem sido usado em áreas como design de informação, design de sinalização e design de interface do usuário.

## Links
- Isotype revisited
- Gerd Arntz Web Archive
- Anticast#153 - O Legado do isotype
- Otto Neurath | Pictorial Statistics
- Otto Neurath (OEGWM)
- Stroom Den Haag - After Neurath
- From The Nonverbal Dictionary, by David B. Givens